# Радой Киров
Радой Киров е български поет и писател на произведения предимно в жанра детска литература.

## Биография
Радой Цветков Киров е роден на 6 февруари 1916 г. в с. Кътина, Софийско. Завършва средно техническо училище „Христо Ботев“ в София. Следва инженерни науки в Прага, Братислава и София.
След дипломирането си работи в „Софпроект“. В периода 1968-1982 г. е редактор в сп. „Славейче“.
Пише за възрастни и деца. Негови отделни стихотворения и книги са превеждани на руски, чешки, словашки, румънски, сърбо-хърватски, немски, полски, арабски и други езици. Член е на СБП от 1947 г.

## Произведения

### Книги за възрастни
- Песен над полята (1947) – лирика
- Бодлива лирика (1969) – сатира
- Чудотворната дамаджана (1966) – сатира, с Димитър Кралев
- Омагьосан кръг (1975) – сатира
- Очовечаване на дяволите (1986) – сатира

### Книги за деца
- Потъналите волове (1945) – стихове и приказки
- Двата вола, весела, (1947) – приказка
- Бригадирът Веселин (1968) – поема
- Вълшебното зрънце (1970) – приказка
- Три щурчета цигуларчета (1972) – стихове и приказки
- Весели залъгалки (1973) – стихове за най-малките
- Момче със звънче (1973) – стихове и приказки
- Весела чета (1974) – стихове
- Кой счупи луната? (1975) – приказки
- Момче и слънчев лъч (1975) – приказки и стихове
- Аленото пламъче (1975) – приказки
- Летяща тетрадка, избрани, (1976) – стихове и приказки
- Бригадири-веселяци (1977) – стихове и приказки
- Слонче с балонче (1978) – стихове и приказки
- Вързана мечка (1979) – приказки
- Къде е славейчето? (1979) – пиеска
- Петле с ботуши (1980) – три весели приказки
- Ракета с опашка (1981) – стихове и приказки
- Вулкан от сладолед (1981) – приказки
- Слънчевият лъч и децата (1982) – приказка
- Една кошничка усмивки (1982) – приказки
- Яребицата на Лиса (1983) – приказки
- Чудните пътешествия на Гошо Фантазията (1983) – приказна повест
- Акула в консервена кутия (1984) – приказки
- Слънце в торба (1984) – приказки
- Книжка веселушка (1984) – приказки и стихове
- Как едно облаче стана цирков артист (1985) – приказка
- Пързалка за облаче (1986) – весели стихотворения и поемки
- Момче от въздух (1986) – 100 весели приказки
- Деца с крилца, весели, (1987) – римувани приказки
- Компютърът на Ани (1989) – весели стихотворения, приказки и гатанки
- Човече с хартиено елече (1990) – римувани приказки